# Emmie Charayron
Emmie Charayron (Lyon, 17 de janeiro de 1990) é uma triatleta profissional francesa.

## Carreira

### Londres 2012
Emmie Charayron disputou os Jogos de Londres 2012, terminando em 18º lugar com o tempo de 2:02:26. 